# Grabovo (Ražanj)
Pour les articles homonymes, voir Grabovo.
Grabovo (en serbe cyrillique : Грабово) est un village de Serbie situé dans la municipalité de Ražanj, district de Nišava. Au recensement de 2011, il comptait 156 habitants.

## Démographie
| 1948 | 1953 | 1961 | 1971 | 1981 | 1991 | 2002 | 2011 | 2022 |
| ---- | ---- | ---- | ---- | ---- | ---- | ---- | ---- | ---- |
| 438  | 454  | 415  | 345  | 314  | 260  | 193  | 156  | 97   |

|  |